# George Imlach
Temple de la renommée : 1984
George Imlach, dit Punch Imlach, (né le 15 mars 1918 et mort le 1er décembre 1987) est un entraîneur de hockey sur glace dans la Ligue nationale de hockey et membre du temple de la renommée du hockey.

## Carrière
Après une brève carrière en tant que joueur pour les As de Québec, il devient entraîneur puis propriétaire de la concession. C'est là qu'Imlach découvre un jeune joueur de talent appelé à devenir un des grands du hockey : Jean Béliveau.
En 1958, Imlach était directeur du personnel chez les Bruins de Boston quand Conn Smythe lui offre un travail avec les Maple Leafs de Toronto. Imlach demande d'occuper le poste de directeur général, ce que Smythe lui concède. Il entre en charge alors que les Leafs termine la saison 1958-1959 avec une fiche pitoyable. Imlach congédie son entraîneur Billy Reay et se nomme entraîneur remplaçant. Ses méthodes radicales et sa façon de maltraiter ses joueurs verbalement et physiquement lui font une terrible réputation, mais cette tactique semble fonctionner car il mène Toronto à quatre Coupes Stanley en 1962, 1963, 1964 et finalement en 1967.
Après l'expansion de la LNH en 1967, le nombre de franchises passe de six à douze. Les Maple Leafs ont du mal à se faire à la nouvelle ligue et les vétérans de l'équipe commencent à se rebeller contre le style impétueux d'Imlach. Cela amène Imlach à se départir de leur joueur étoile Frank Mahovlich en 1968-1969, échangé à Détroit contre quatre joueurs, ce qui a tôt fait de contrarier le public et le monde du journalisme sportif. La direction lui indique d'ailleurs la porte, après que l'équipe s'est fait éliminer tôt dans les séries éliminatoires.
On lui propose alors un poste d'entraînement chez les Sabres de Buffalo en 1970 mais il abandonne le poste, victime d'une crise cardiaque un an après, et démissionne après un bref retour en 1972. Imlach saute sur une autre occasion de devenir entraîneur chez les Maple Leafs entre 1979 à 1981. Après un temps, il est remercié de ses services, ce qui l'incite à prendre sa retraite définitive à titre d'entraîneur dans la LNH.
Imlach a amassé 423 victoires, 373 défaites et 163 parties nulles et remporté quatre fois la Coupe Stanley. Il a été élu au Temple de la renommée du hockey en 1984.

## Statistiques
| Saison    | Équipe                   | Ligue       |    | Saison régulière | Saison régulière | Saison régulière | Saison régulière | Saison régulière |   | Séries éliminatoires | Séries éliminatoires | Séries éliminatoires | Séries éliminatoires | Séries éliminatoires |
| Saison    | Équipe                   | Ligue       | PJ | B                | A                | Pts              | Pun              | PJ               | B | A                    | Pts                  | Pun                  |                      |                      |
| 1935-1936 | Young Rangers de Toronto | AHO Jr.     | 8  | 0                | 0                | 0                | 2                | 2                | 0 | 0                    | 0                    | 0                    |                      |                      |
| 1936-1937 | Young Rangers de Toronto | AHO Jr.     | 12 | 15               | 3                | 18               | 6                | 3                | 2 | 3                    | 5                    | 7                    |                      |                      |
| 1937-1938 | Young Rangers de Toronto | AHO Jr.     | 11 | 4                | 4                | 8                | 4                | 3                | 6 | 0                    | 6                    | 0                    |                      |                      |
| 1938-1939 | Goodyears de Toronto     | AHO Sr.     | 17 | 14               | 13               | 27               | 8                | 1                | 2 | 0                    | 2                    | 0                    |                      |                      |
| 1938-1939 | Goodyears de Toronto     | Coupe Allan | 1  | 0                | 0                | 0                | 0                | -                | - | -                    | -                    | -                    |                      |                      |
| 1939-1940 | Goodyears de Toronto     | AHO Sr.     | 24 | 25               | 23               | 48               | 23               | 7                | 6 | 6                    | 12                   | 6                    |                      |                      |
| 1939-1940 | Goodyears de Toronto     | Coupe Allan | 4  | 1                | 4                | 5                | 2                | -                | - | -                    | -                    | -                    |                      |                      |
| 1940-1941 | Marlboros de Toronto     | AHO Sr.     | 21 | 5                | 9                | 14               | 19               | 11               | 2 | 2                    | 4                    | 2                    |                      |                      |
| 1940-1941 | Marlboros de Toronto     | Coupe Allan | 7  | 4                | 2                | 6                | 0                | -                | - | -                    | -                    | -                    |                      |                      |
| 1940-1941 | RCAF de Toronto          | TMHL        | 3  | 2                | 1                | 3                | 0                | 5                | 3 | 1                    | 4                    | 2                    |                      |                      |
| 1940-1941 | Donnell-Mudge de Toronto | TMHL        | -  | -                | -                | -                | -                | 4                | 5 | 3                    | 8                    | 2                    |                      |                      |
| 1941-1942 | Flyers de Cornwall       | LHSQ        | 37 | 25               | 17               | 42               | 11               | 5                | 4 | 1                    | 5                    | 0                    |                      |                      |
| 1942-1943 | Army de Cornwall         | LHSQ        | 34 | 24               | 23               | 47               | 6                | 6                | 5 | 0                    | 5                    | 2                    |                      |                      |
| 1945-1946 | As de Québec             | LHSQ        | 40 | 19               | 21               | 40               | 14               | 6                | 2 | 2                    | 4                    | 2                    |                      |                      |
| 1946-1947 | As de Québec             | LHSQ        | 33 | 10               | 28               | 38               | 20               | 1                | 0 | 0                    | 0                    | 0                    |                      |                      |
| 1947-1948 | As de Québec             | LHSQ        | 42 | 21               | 20               | 41               | 44               | -                | - | -                    | -                    | -                    |                      |                      |
| 1948-1949 | As de Québec             | LHSQ        | 50 | 26               | 26               | 52               | 32               | -                | - | -                    | -                    | -                    |                      |                      |